# Форт Монтгомери (река Гудзон)
Форт Монтгомери был укреплением, построенным на западном берегу реки Гудзон на территории города Хайлендс, Нью-Йорк, Континентальной армией во время Американской революции. Основанный в 1776 году форт Монтгомери был одним из первых крупных вложений американцев в стратегические строительные проекты.
Объект является национальным историческим памятником США и входит в зону национального наследия долины реки Гудзон, принадлежащей и управляемой штатом Нью-Йорк как Исторический памятник штата — Форт Монтгомери

## Предпосылки
Стратегическое значение возможности контролировать судоходство по реке Гудзон было очевидно и американцам, и британцам с начала ведения открытых боевых действий. Гудзон был основным способом транспортировки припасов и войск на большей части северо-востока. Форт был построен на месте, которое еще в XVII веке было известно как имеющее стратегическое преимущество в контроле судоходства по реке Гудзон.
Через месяц после первого открытого вооруженного конфликта в Лексингтоне, 25 мая 1775 года Континентальный Конгресс постановил построить укрепления в Гудзонском нагорье чтобы помешать британцам получить контроль над рекой и разделить колонии. Было отмечено, что «... посты должны быть также заняты в горах по обе стороны реки Гудзон и батареи должны быть установлены таким образом, чтобы наиболее эффективно предотвратить прохождение любых судов, которые могут быть посланы чтобы потревожить жителей обоих берегов указанной реки...»

## Форт Конститьюшен
Джеймс Клинтон и Кристофер Таппан, прожившие всю жизнь в этом регионе, были отправлены чтобы изучить подходящие места для строительства форта. Первоначально выбранное место было расположено севернее, на острове Мартлера, напротив Уэст-Пойнта. Планировалось построить четыре бастиона. Строительство укреплений началось летом 1775 года. К ноябрю в форте было 70 пушек. Однако трудности в строительстве и управлении по изначальному плану укреплений, в совокупности с растущими затратами, привели к отказу от того проекта. Место на северной стороне Пополопен-Крик, напротив горы Энтонис Ноуз было предложено для строительства, и в январе 1776 года материалы и ресурсы из форта Конститьюшен были перенаправлены на строительство на новом месте. Строительство нового форта Монтгомери в марте 1776 года.

## Форт Монтгомери
Форт Монтгомери был расположен в месте слияния Пополопен-Крик с рекой Гудзон недалеко от Медвежьей горы в округе Ориндж, штат Нью-Йорк. Укрепления включали в себя речную батарею из шести 32-фунтовых пушек, канатную цепь, поддерживаемую цепным боном через реку Гудзон, и сухопутные редуты, соединенные валами, все они были расположены на скалистом мысу, возвышающемся на 100 футов (30 м) над рекой. Фортом командовал генерал Джордж Клинтон, также недавно назначенный из числа Патриотов губернатор штата. Суммарно в форте Монтгомери и дополняющем его укреплении, меньшем форте Клинтон, расположенном на южном берегу Пополопен-Крик, был расположен гарнизон из примерно 700 солдат Колониальных войск. Они были из 5-го Нью-Йоркского полка, артиллерийского полка Джона Лэмба, народного ополчения округа Ориндж и народного ополчения округа Алстер.
Стратегическое значение противоположного берега Пополопен-Крик быстро стало очевидным, так как это была возвышенный скалистый уступ, откуда открывался вид Форт Монтгомери и его окрестности, и его нельзя было оставить без защиты. Эти два форта и связанные с ними пушечные батареи эффективно контролировали этот участок реки Гудзон. Армия также задумала крупный инженерный проект по эффективной блокаде любого морского транспорта, направляющегося на север по реке. В 1776 году через реку были построен цепной бон, чтобы обеспечить физический барьер для кораблей, в дополнение к объединенной огневой мощи укреплений, которые можно было сосредоточить на кораблях.

## Битва за форт Монтгомери
6 октября 1777 года объединенные силы приблизительно 2100 лоялистов, гессенских наемников и британских регулярных частей под предводительством генерала-лейтенанта сэра Генри Клинтона атаковали форты Монтгомери и Клинтон с суши (где подготовка к обороне была завершена лишь частично). Их атаку поддерживал пушечный огонь британских кораблей, которые преодолели рогатки в нижнем течении реки Гудзон. Колонны сухопутных войск, атакующие с запада от форта, состояли из нью-йоркских добровольцев, полка американских лоялистов и 57-го и 52-го пехотных полков. К концу дня оба форта были захвачены британцами, которые сожгли форты и уничтожили каменные постройки. 
Однако битва не имела большого стратегического значения для британцев. Атака на форты задержала переброску подкреплений для армии генерала Джона Бергойна в Саратоге. Американцы одержали верх в сражении при Бемис-Хайтс и вынудили Бергойна сдаться десятью днями позднее в битве при Саратоге, когда подкрепление было еще далеко на юге.